# Port d'Ajaccio
Pour les articles homonymes, voir Port (homonymie) et Ajaccio.
Le port d'Ajaccio est un port maritime du golfe d'Ajaccio, à Ajaccio, capitale de la Corse.

## Histoire
La ville fortifiée d’Ajaccio est fondée en même temps que sa citadelle d'Ajaccio, par la république de Gênes, en 1492, abritée au fond du golfe d'Ajaccio, à proximité de l'ancienne cité d'Adjacium (attestée au Ve siècle).

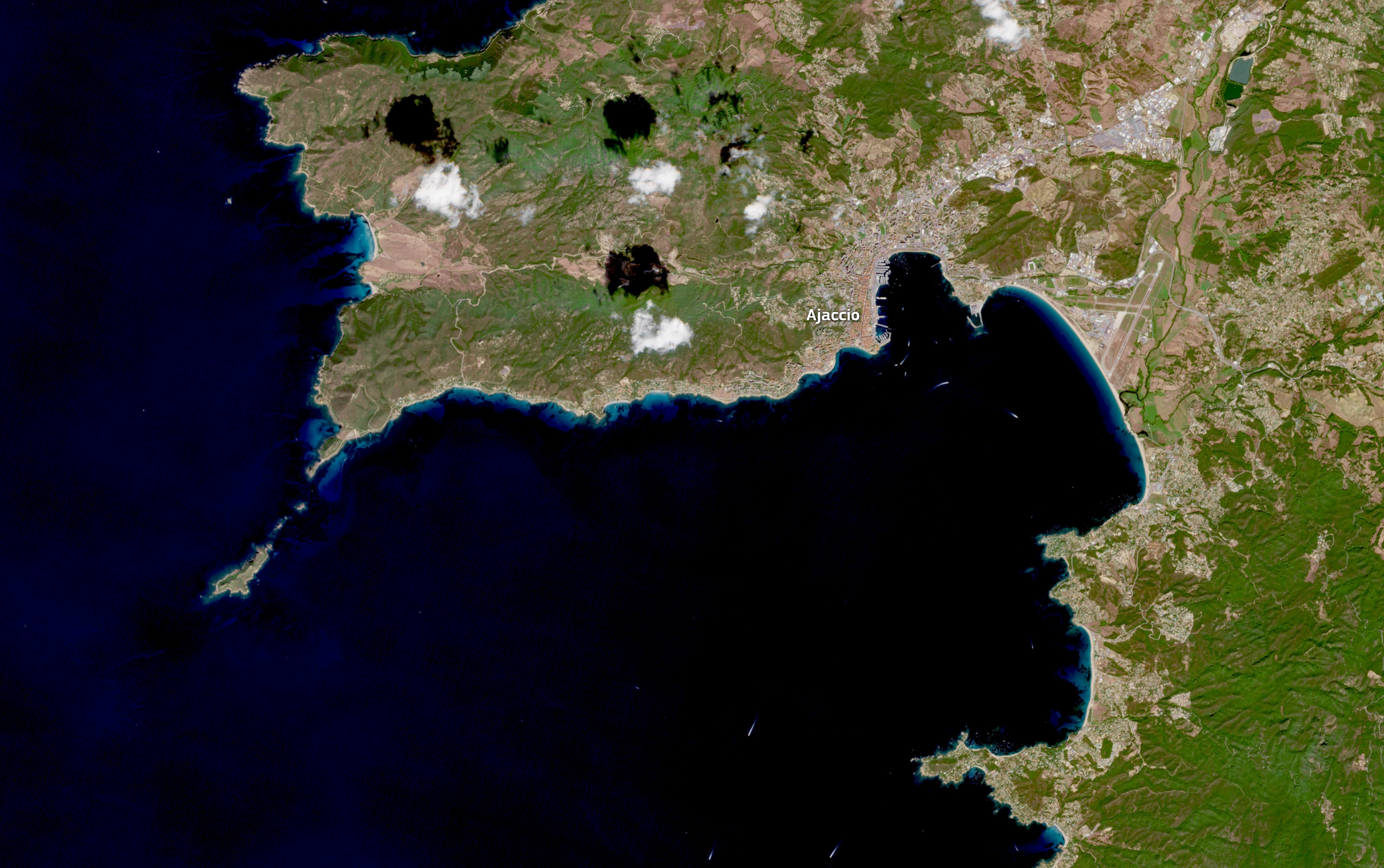
Ajaccio et golfe d'Ajaccio
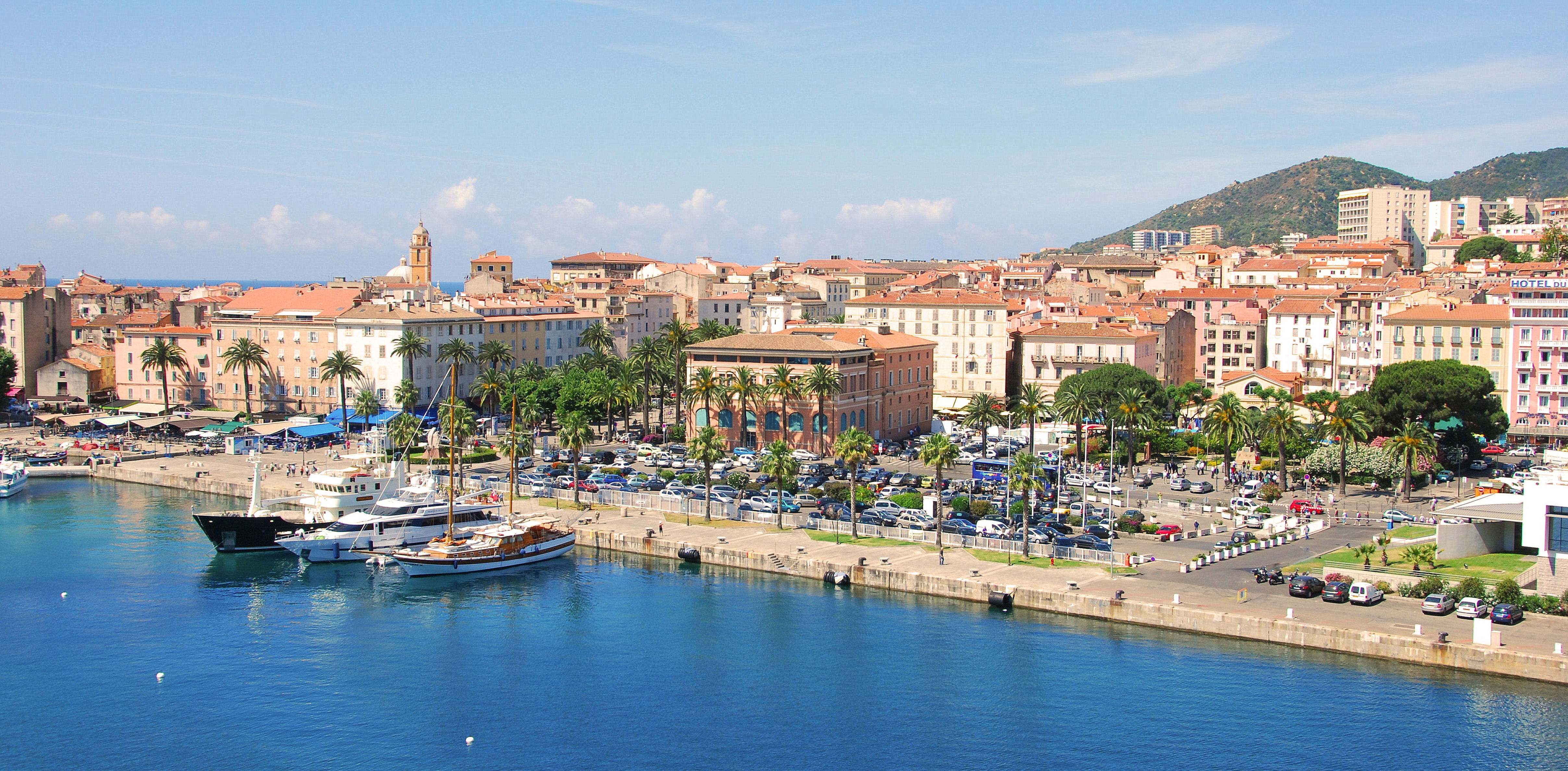

La fonction portuaire de la ville est constituée par le commerce, le tourisme, la pêche artisanale et la plaisance, avec 3 grands bassins délimités par 2 jetées et 1 grand môle croisière : 
- Port de plaisance Tino Rossi (au sud)
- Port de commerce d'Ajaccio (au centre) bassin des Capucins
- Port de plaisance Charles Ornano (au nord) ex port de l'Amirauté

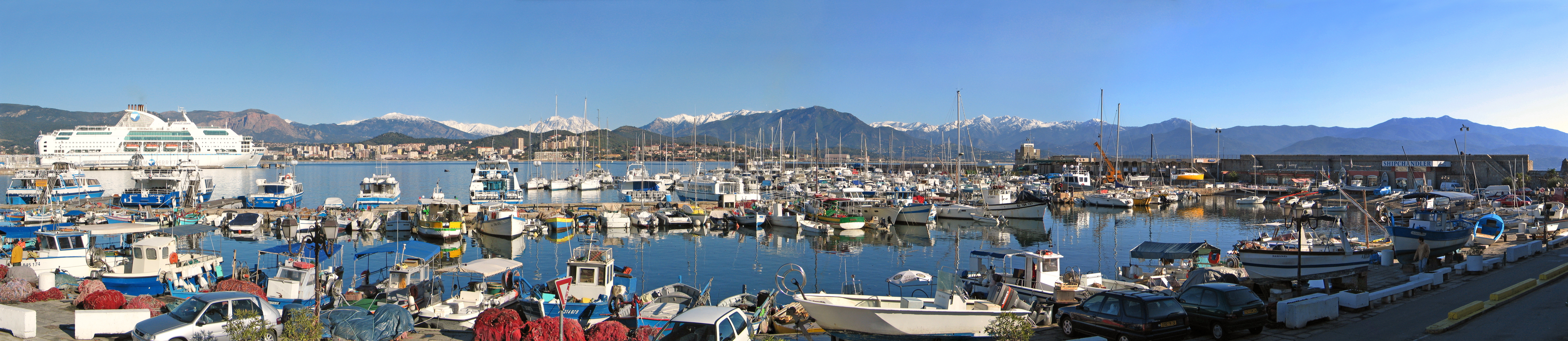

### Port Tino Rossi

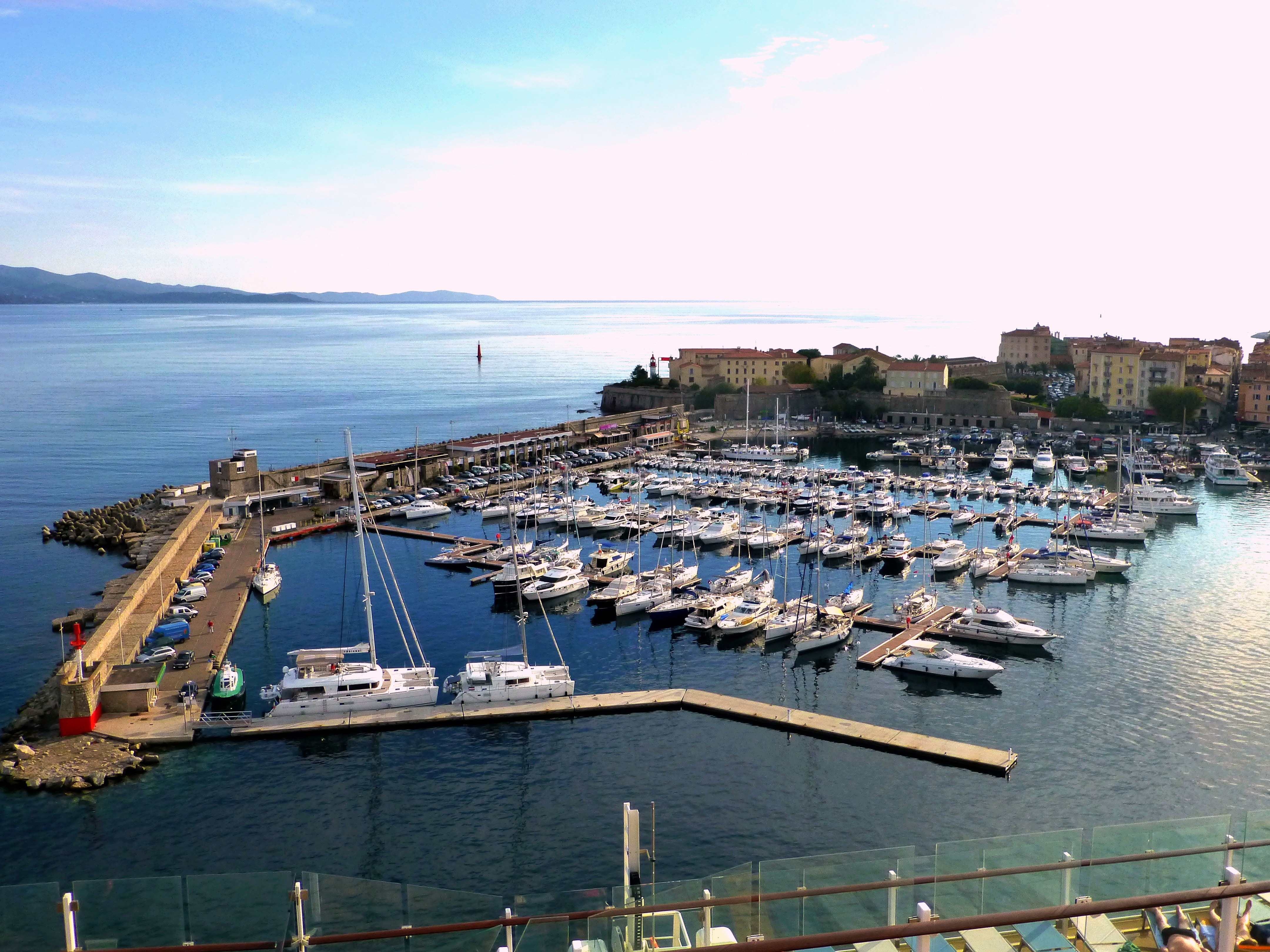
Port de plaisance Tino Rossi.

Le vieux-Port d'Ajaccio est un ancien petit port de pêche historique d'origine, créé à l’abri de la citadelle, avec ses pointus de pêche traditionnels. Il est reconverti en grande partie depuis en port de plaisance, avec 300 places pour des bateaux de 5 à 120 m.
Il est rebaptisé port Tino Rossi en 1993, d'après le chanteur Corse né en Ajaccio, interprète entre autres de ses chansons emblématiques Ajaccio ou Méditerranée,.

### Port Charles Ornano
Ce second port de plaisance d'Ajaccio est inauguré en 2020, puis agrandi avec environ 1000 places pour des navires de 60 m maximum. Il est nommé d'après l'ancien sénateur-maire de la ville Charles Ornano,,.

### Port de commerce
Cet important port de commerce Corse se situe entre les ports Tino Rossi et Charles Ornano, dans le prolongement du quai Napoléon du vieux port (fondé en 1802 par le 1er consul Napoléon Bonaparte, natif d'Ajaccio) pour accueillir des yachts, de nombreux navires de croisière en escale et des ferrys qui assurent des liaisons continentales quotidiennes vers Marseille, Toulon et Nice, ainsi que des liaisons saisonnières vers Calvi, Propriano et la Sardaigne, avec les trois compagnies de navigation Corsica Ferries, Corsica Linea et La Méridionale.

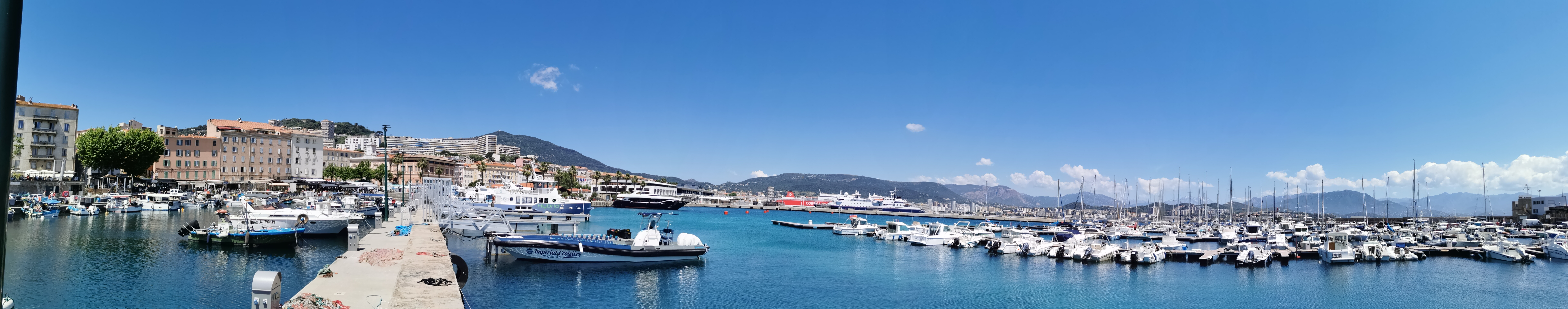
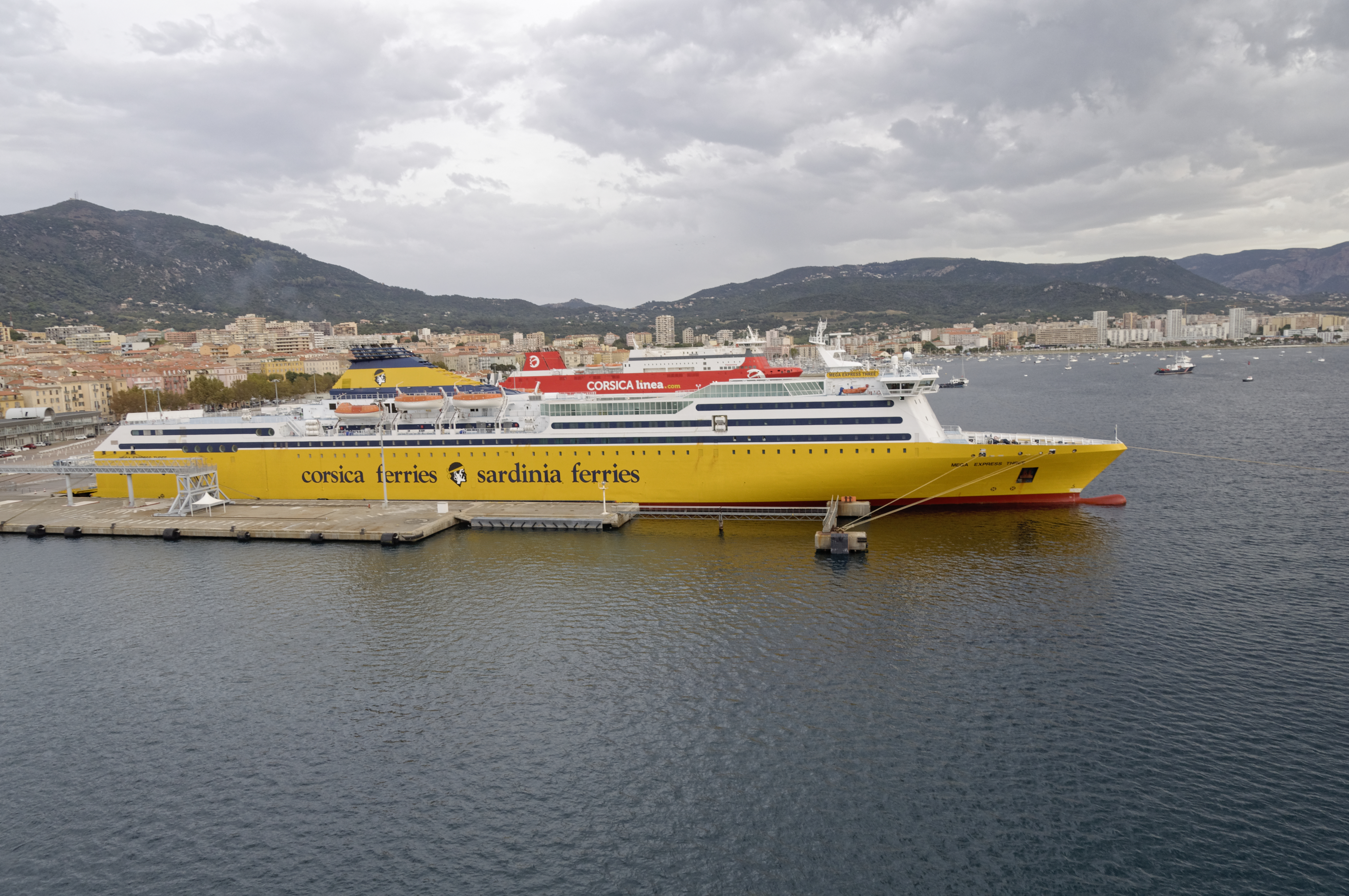